# Scytalopus canus
Scytalopus canus е вид птица от семейство Rhinocryptidae. Видът е застрашен от изчезване.

## Разпространение
Видът е разпространен в Колумбия.